# Manoir Eltz
Le manoir Eltz ou château Eltz (en croate : Dvorac Eltz, en allemand : Schloss Eltz) est un palais baroque situé à Vukovar, en Croatie. Le manoir du XVIIIe siècle abrite le musée de la ville de Vukovar. Le manoir, tel qu'il apparaissait auparavant, est représenté au verso du billet de banque croate de 20 kunas, émis en 1993 et 2001,. Le palais a été détruit en 1991 lors de la guerre d'indépendance croate. Cependant, après quatre ans de restaurations, il a été complètement restauré à son aspect d'avant-guerre en octobre 2011.

## Histoire
En 1736, Philipp Karl von Eltz-Kempenich (1665-1743), l'archichancelier du Saint Empire romain germanique et prince-archevêque de Mayence, acheta un manoir à Vukovar en Syrmie, dans le royaume oriental de Slavonie, qui faisait alors partie de la monarchie de Habsbourg de l'empereur Charles VI. Le palais a été construit à l'origine entre 1749 et 1751 par les descendants de l'archichancelier de la noble maison catholique allemande d'Eltz et a été progressivement agrandi au fil du temps. Les propriétés proches de la frontière militaire ont cependant été exposées aux raids des troupes ottomanes et des forces paramilitaires Hajduk locales.
Après que les partisans yougoslaves ont pris le contrôle du pays à la fin de la Seconde Guerre mondiale, le manoir a été confisqué par l'administration communiste de Yougoslavie en 1944 et la famille de Jakob Graf zu Eltz a été forcée de quitter Vukovar. En 1990, il est revenu d'Eltville dans le nouvel État de Croatie et est devenu membre du parlement croate (Sabor) à Zagreb. Le manoir d'Eltz, cependant, a subi de nombreux dégâts pendant la guerre d'indépendance croate, lorsqu'il a été bombardé par l'armée populaire yougoslave lors de la bataille de Vukovar.

## Galerie

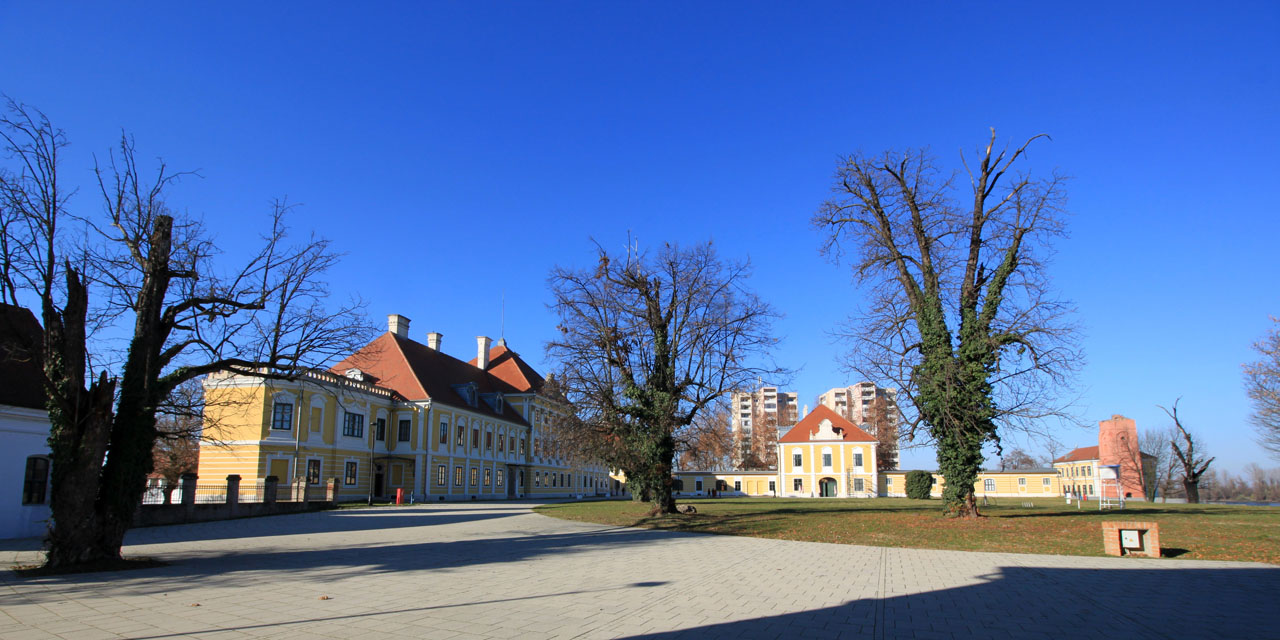
La façade sur cour et le jardin
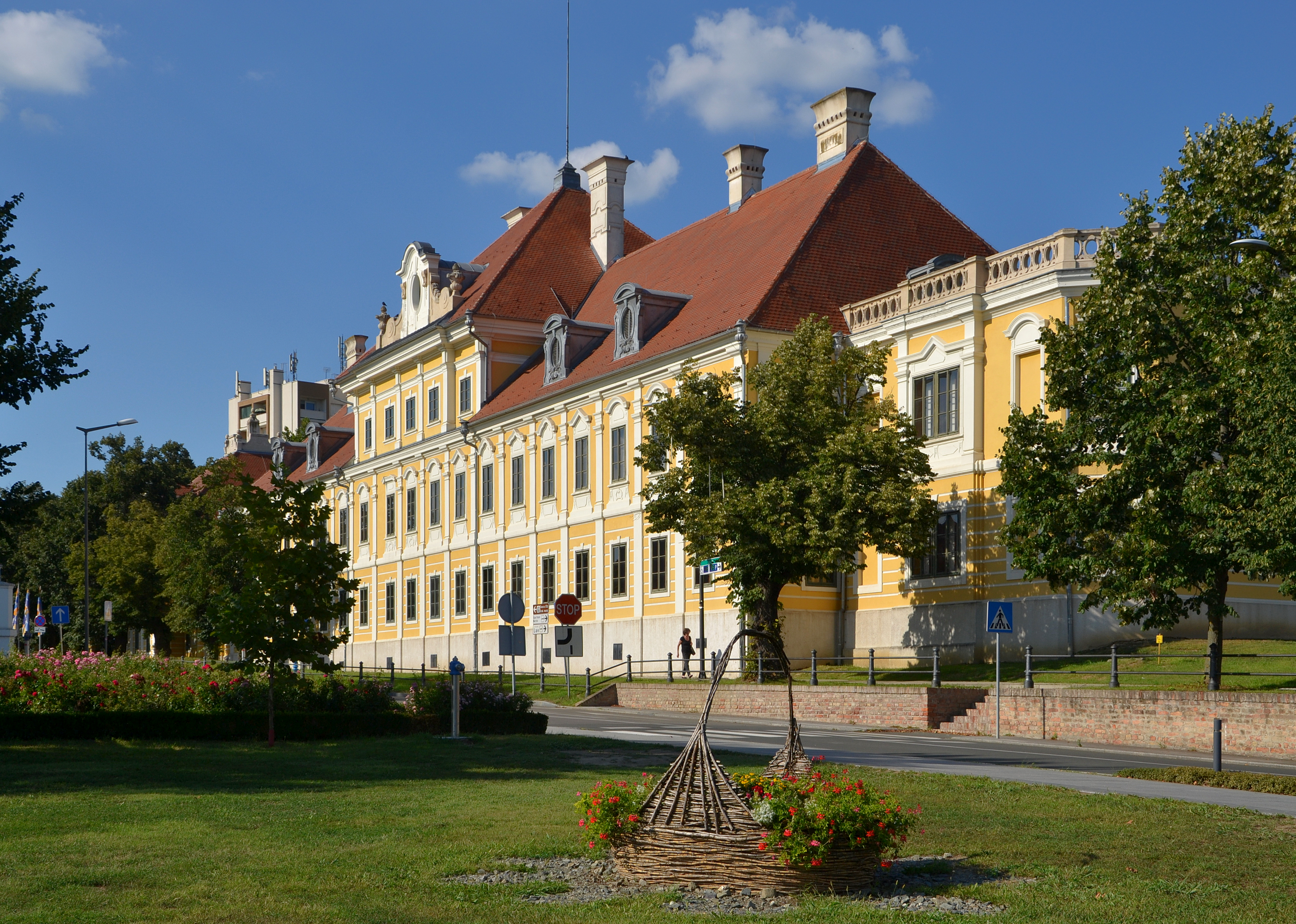
La façade principale
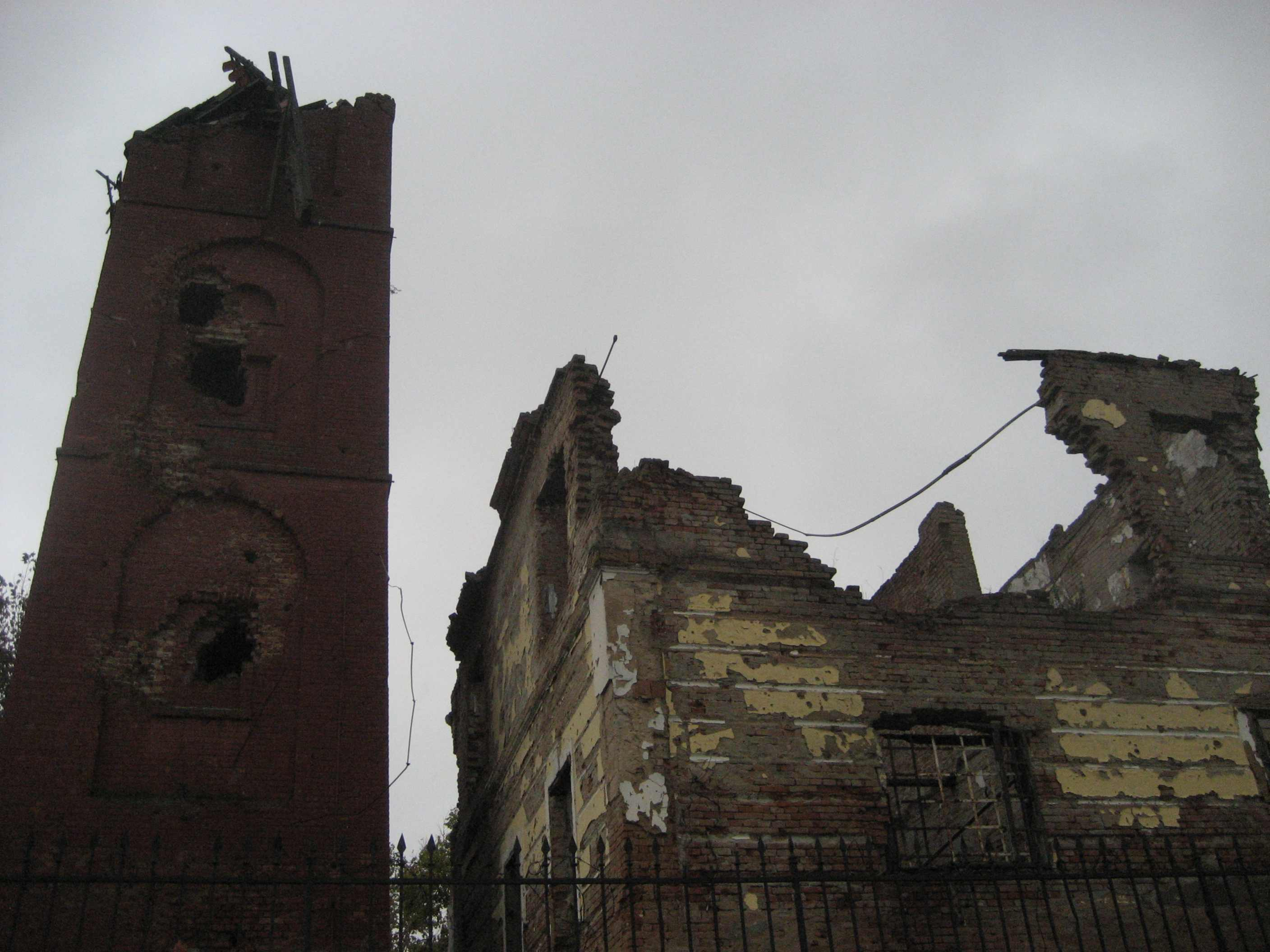
Tour endommagée et bâtiment détruit, avant rénovation
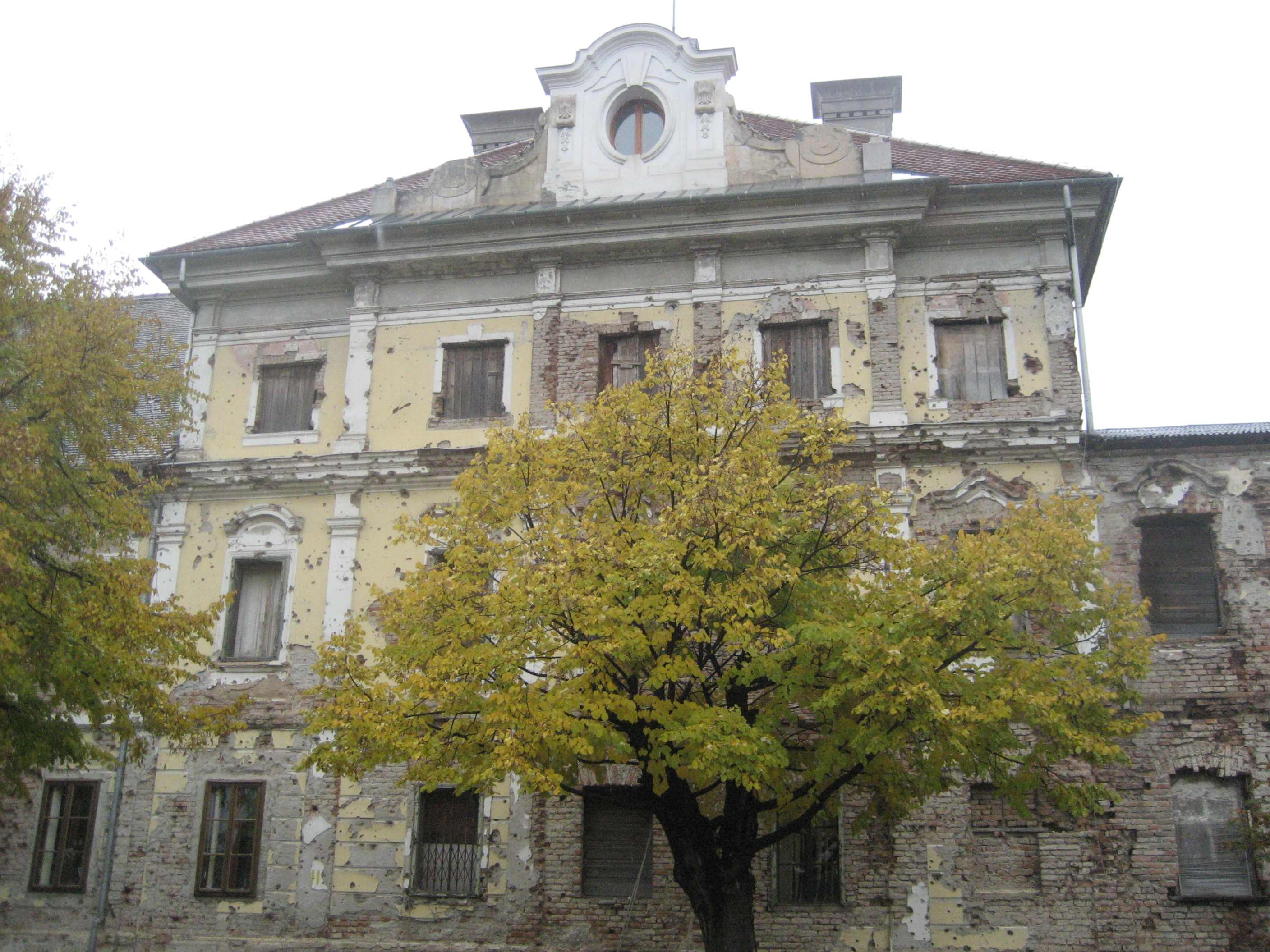
Façade principale endommagée, avant rénovation
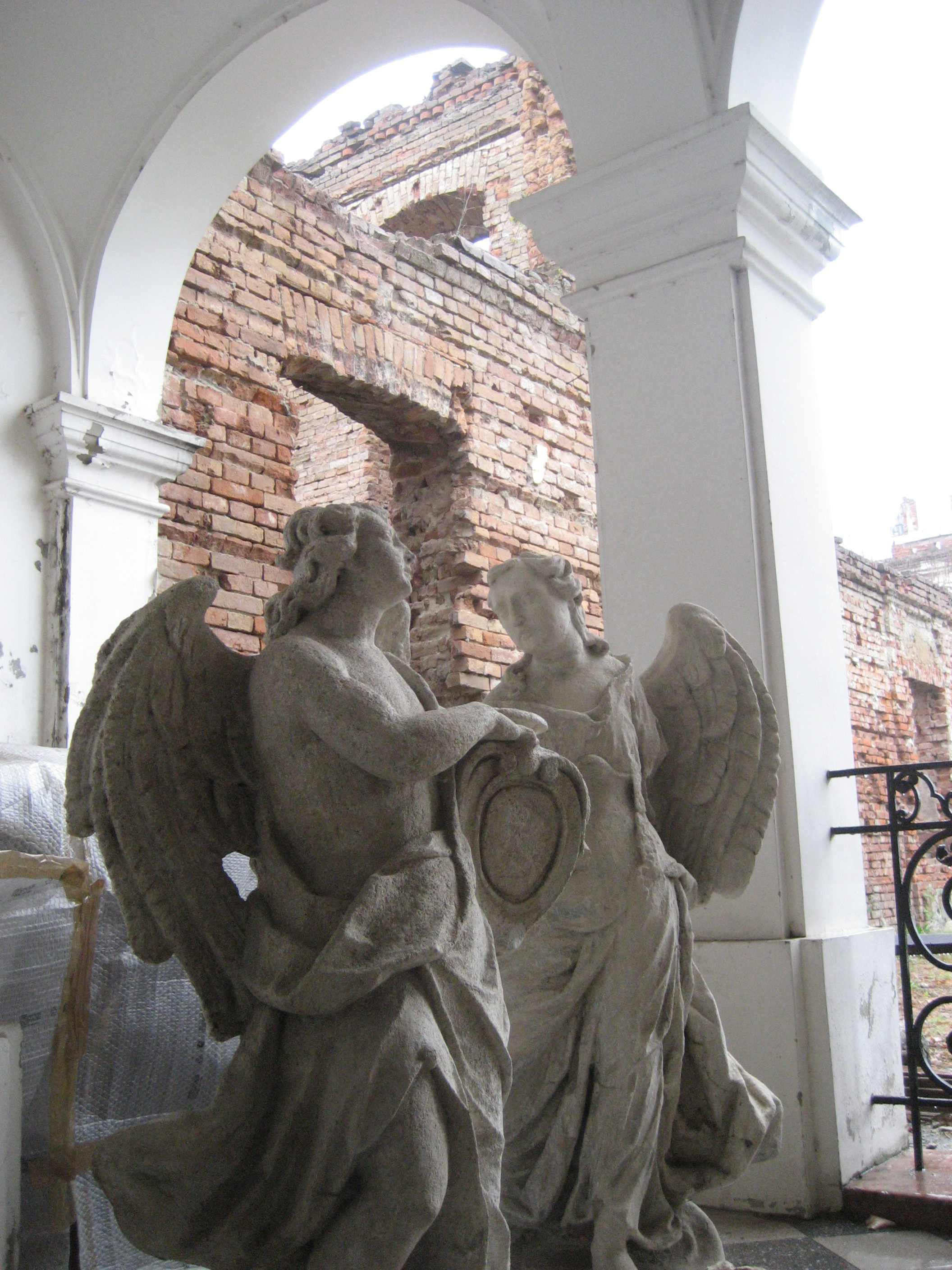
Statues d'anges, avec des ruines en arrière-plan, avant rénovation